# قطعنامه ۶۴۲ شورای امنیت
قطعنامه ۶۴۲ شورای امنیت سازمان ملل متحد که در تاریخ ۲۹ سپتامبر ۱۹۸۹ تصویب شد، سندی بین‌المللی دربارهٔ ایران-عراق است. این قطعنامه طی نشست ۲۸۸۵ام با ۱۵ رای موافق، ۰ مخالف و ۰ ممتنع تصویب شد.